# Зіньковський Михайло Францович
Михайло Францович (Францевич) Зіньковський (10 листопада 1937, Козятин — 25 лютого 2017, Київ) — український кардіохірург, засновник дитячої кардіохірургії в Україні. Доктор медичних наук (1976), професор (1983). Заслужений діяч науки і техніки України (1997). За своє життя провів понад 7 тисяч операцій на серці.
Протягом 55 років — провідний кардіохірург Національного інституту серцево-судинної хірургії (1962—2017), завідувач відділу хірургічного лікування вродженої та набутої патології серця. Автор понад 400 наукових робіт, зокрема, об'ємного керівництва «Вроджені вади серця» (2008). Учень Миколи Амосова.

## Життєпис
Народився 10 листопада 1937 року у місті Козятин. Брат — науковець-радіоелектронік, радіотехнік, доктор технічних наук Юрій Зіньковський (нар. 1933). Середню освіту здобув у київській школі № 77.
У 1960-му році, навчаючись у Київському медичному інституті, втратив матір. Під час навчання працював медбратом у клініці серцевої хірургії при Київському науково-дослідному інституті туберкульозу і грудної хірургії імені академіка Ф. Г. Яновського. Пізніше клініка серцевої хірургії була реорганізована в Київський науково-дослідний інститут серцево-судинної хірургії.
У 1962-му році закінчив медичний інститут. Відтоді ж — лікар клініки серцевої хірургії при інституті туберкульозу та грудної хірургії. З самого початку роботи в клініці працював під керівництвом Миколи Амосова, входив до його наукової групи з розробки першого апарату штучного кровообігу в Україні.
У 1964-му році здобув науковий ступінь кандидата медичних наук, захистивши дисертацію на тему «Гемоліз при операціях зі штучним кровообігом». З 1969-го року — завідувач торакального відділення, пізніше реорганізованого у відділення хірургічного лікування вроджених вад серця.
У 1976-му році здобув науковий ступінь доктора медичних наук, захистивши дисертацію на тему «Хірургічне лікування дефекту міжшлуночкової перегородки». Через два роки першим в Україні здійснив операцію протезування легеневого стовбуру та його клапанного апарату.
З 1983-го року затверджений у вченому званні професора. У 1960-і—1990-і роки розробляв та здійснював методи хірургічного лікування складних вад серця, став провідним українським кардіохірургом у виконанні хірургічних операцій в умовах штучного кровообігу і за закритими методиками.
Зробив вагомий внесок у вивчення патогенезу легеневої артеріальної гіпертензії при вроджених вадах серця, проблем лікування післяопераційних легеневих гіпертонічних кризів. Розробляв методи хірургічного лікування складних вад серця (тетрада Фалло, атрезія легеневої артерії, складні форми транспозиції магістральних артерій, відкритого загального антріовентрикулярного каналу). Вперше в Україні виконав реконструктивні операції при аномаліях, корекція яких передбачає протезування легеневого стовбура і клапана за допомогою так званого кондуїту.
Виконував обов'язки головного дитячого кардіохірурга МОЗ України впродовж 15-ти років.
Автор понад 400 наукових робіт, зокрема об'ємного керівництва «Вроджені вади серця» (2008). Науковий керівник та педагог близько 35-ти докторів та кандидатів наук, зокрема Василя Лазоришинця, Іллі Ємця, Олександра Довганя тощо. Автор декількох авторських свідоцтв на винаходи.
Багато років хворів на складну форму цукрового діабету. Помер на 80-му році життя 25 лютого 2017-го року.

## Науковий доробок (частковий)
- 1982 — Хирургическое лечение тетрады Фалло.
- 2003 — Анестезіологічне забезпечення та інтенсивна терапія в дитячій кардіохірургії.
- 2003 — Кардіологія дитячого та підліткового віку: Посібник.
- 2005 — Легочная артериальная гипертензия.
- 2009 — Врожденные пороки сердца. (усі — Київ)

## Нагороди
- 1988 — Лауреат Державної премії України в галузі науки і техніки.[6]
- Лауреат премії фонду інтелектуальної співпраці «Україна ХХІ століття».
- 2008 — Нагороджений орденом «За заслуги» ІІІ ступеня.
- 2010 — Премія НАН України імені М. М. Амосова за монографію «Врожденные пороки сердца».[7]